# Ричард Хелмс
Ричард Хелмс (Филаделфија, 30. март 1913 – 22. октобар 2002) био је осми директор ЦИА на дужности између 1966. и 1973. године и амбасадор САД у Ирану од 1973. до 1976.

## Хелмсова младост
Хелмс се родио у Филаделфији 1913. године, а у својој 22 години живота завршио је факултет у Вилиамстауну, Масачусетс. Након студија отишао је на путовање у Европу где је током Олимпијаде 1936. године у својству америчког новинара интервјуисао је Адолфа Хитлера. Потом Ричард Хелмс одлази у Швајцарску где свом знању немачког додаје и знање француског језика.

## Рад у ЦИА
Након уласка САД у рат 1941. године Ричард Хелмс је завршио у ратној морнарици до тренутка када је његово знање страних језика било примећено од ОСС организације која ће касније бити претворена у ЦИА. Готово одмах по завршетку Другог светског рата у својој 33 години Хелмс је био унапређен у шефа америчке тајне службе на подручју Аустрије, Немачке и Швајцарске где долази до застоја његове каријере све до неуспеха у инвазији САД на Кубу 1962. године након чега долази до великог "чишћења" кадрова ЦИА и његовог унапређења на положај шефа Одељења за специјалне активности (ЦИА). Током следеће 4 године под његовим управљањем Одељење за специјалне активности је извршавало успешне државне ударе у Ираку (1962), Јужном Вијетнаму (1963), Бразилу (1964), а након оног задњег у Индонезији 1965. године Хелмс је био унапређен прво на положај заменика директора ЦИА, а потом и на место директора 30. јуна 1966.

## Директор ЦИА и време после тога
Крајем шездесетих и почетком седамдесетих политика пучева у Латинској Америци и Индокини се наставља без промене док се с друге стране појављује ЦИА теорија Јужног штита у Еуропи по којој су фашистичке диктатуре у јужној Европи у америчком интересу. У складу с том теоријом у Грчкој долази до пуча 1967]]. године и до покушаја конфузног пуча у Италији 1970. године. До изненадног прекида Хелмсове директорске каријере у ЦИА дошло је 2. фебруара 1973. године након што је одбио предлог председника Ричарда Никсона да ЦИА преузме кривицу за аферу Вoтергејт. Да би био додатно понижен Хелмс је смењен само месец дана пре него што би по правилима ЦИА стекао право за пензију. Након смене Хелмс је био макнут из Вашингтона послан је у Иран и тамо био амбасадор САД од 5. априла 1973. до 27. децембра 1976.
Вотергејт афера као и афера о улози ЦИА у пучу против чилеанског председника Салвадор Аљендеа у којој је сам Хелмс одиграо велику улогу почетком седамдесетих је изазвала згражавање становника САД против агенције ЦИА што је на крају довело до конгресне истраге у којој је Ричард Хелмс лагао, због чега је био кажњен, али истовремено он је потом и задобио још веће поштовање од своје бивше агенције.
Током његових задњих 15 година живота репутација Ричарда Хелмса била је потпуно обновљена и међу политичарима, тако да је у случајевима потребе бивао позиван као саветник од каснијих директора ЦИА и осталих америчких служби безбедности. Ричард Хелмс је преминуо 22. октобра2002. године у Вашингтону. Сахрањен је на Националном гробљу у Арлингтону.